# Marguerite Snow
Marguerite Snow (Salt Lake City, 9 settembre 1889 – Los Angeles, 17 febbraio 1958) è stata un'attrice statunitense del cinema muto. Dal 1911 al 1925, girò 127 film. Dal 1913 al 1923, fu sposata con il regista-attore James Cruze. Anche il suo secondo marito, Neely Edwards era un attore. Il loro matrimonio durò dal 1925 fino alla morte dell'attrice, nel 1958.

## Biografia
Figlia di un attore, Marguerite Snow debuttò nel cinema alla Thanhouser Film Corporation nel 1911, interpretando il corto Baseball and Bloomers.
Nel 1913, prese parte - nel ruolo di sé stessa - al film When the Studio Burned, una ricostruzione dell'incendio che aveva distrutto nel gennaio di quell'anno gli studi della Thanhouser e che ha come interpreti gli stessi attori della compagnia. Nello stesso anno, in gennaio, l'attrice si era sposata con James Cruze. Questi, che lavorava per la Famous Players-Lasky Corporation, fu uno dei registi più noti all'epoca. Il matrimonio - dal quale nacque una figlia, Julie Jane Cruze - finì malamente nel 1923 con il divorzio. L'attrice accusò il marito di averla ripetutamente picchiata, anche in pubblico, davanti a testimoni. In seguito, Cruze sposò l'attrice Betty Compson mentre Marguerite Snow sposò il 25 dicembre 1925 in seconde nozze Neely Edwards, anche lui attore. Edward diventò maestro di cerimonia di The Drunkard, una commedia che entrò in repertorio, venendo rappresentata a Hollywood dal 1933 fino alla fine degli anni cinquanta.
Nel 1957, Marguerite Snow subì un'operazione ai reni. Le complicazioni sorte dopo l'intervento aggravarono il suo stato. L'attrice, che si era ritirata dagli schermi nel 1925, morì il 17 febbraio 1958, all'età di 68 anni, alla Motion Picture Country Home. Venne sepolta al Forest Lawn Memorial Park di Glendale.

## Filmografia
La filmografia è completa. Quando manca il nome del regista, questo non viene riportato nei titoli
- Baseball and Bloomers - cortometraggio (1911)
- The Old Curiosity Shop, regia di Barry O'Neil - cortometraggio (1911)
- His Younger Brother - cortometraggio (1911)
- The Railroad Builder - cortometraggio (1911)
- Get Rich Quick - cortometraggio (1911)
- The Stepmother - cortometraggio (1911)
- Motoring (1911)
- Little Old New York - cortometraggio (1911)
- Lorna Doone - cortometraggio (1911)[3]
- The Pied Piper of Hamelin, regia di Theodore Marston - cortometraggio (1911)
- Back to Nature - cortometraggio (1911)
- Cupid the Conqueror (1911)
- The Romance of Lonely Island (1911)
- The Moth (1911)
- Count Ivan and the Waitress (1911)
- The Buddhist Priestess (1911)
- In the Chorus (1911)
- The Honeymooners (1911)
- Young Lochinvar (1911)
- The Five Rose Sisters (1911)
- The Tempter and Dan Cupid (1911)
- Their Burglar (1911)
- The Missing Heir (1911)
- The Lady from the Sea di Lucius Henderson (1911)
- The Tomboy (1911)
- She, regia di George Nichols (1911)
- Dr. Jekyll and Mr. Hyde, regia di Lucius Henderson (1912)
- A Niagara Honeymoon (1912)
- East Lynne, regia di Theodore Marston (1912)
- Flying to Fortune, regia di George Nichols (1912)
- For Sale - A Life, regia di George Nichols (1912)
- My Baby's Voice, regia di Lucius Henderson (1912)
- The Girl of the Grove, regia di George Nichols (1912)
- Into the Desert, regia di George Nichols (1912)
- Rejuvenation, regia di George Nichols (1912)
- Dora Thorne, regia di George Nichols (1912)
- The Saleslady, regia di George Nichols (1912)
- Love's Miracle, regia di George Nichols (1912)
- Jilted (1912)
- Jess, regia di George Nichols (1912)
- The Ring of a Spanish Grandee, regia di George Nichols (1912)
- Whom God Hath Joined, regia di George Nichols (1912)
- Dottie's New Doll, regia di Lucius Henderson (1912)
- Under Two Flags di Lucius Henderson (1912)
- Pa's Medicine, regia di George Nichols (1912)
- Nursie and the Knight (1912)
- Her Darkest Hour (1912)
- Lucile, regia di Lucius Henderson (1912)
- Undine di Lucius Henderson (1912)
- But the Greatest of These Is Charity (1912)
- Letters of a Lifetime, regia di Albert W. Hale (1912)
- The Warning (1912)
- A Six Cylinder Elopement (1912)
- The Woman in White (1912)
- In a Garden (1912)
- Put Yourself in His Place, regia di Theodore Marston (1912)
- The Little Girl Next Door, regia di Lucius Henderson (1912)
- Cross Your Heart (1912)
- The Forest Rose, regia di Theodore Marston (1912)
- A Romance of the U.S.N. (1912)
- Brains vs. Brawn (1912)
- The Other Half (1912)
- The Repeater (1912)
- A Militant Suffragette (1912)
- The Tiniest of Stars (1913)
- Napoleon's Luck Stone (1913)
- Her Fireman (1913)
- The Dove in the Eagle's Nest, regia di Lawrence Marston (1913)
- Good Morning, Judge, regia di Lawrence Marston (1913)
- When Dreams Come True, regia di Lucius Henderson (1913)
- His Heroine, regia di Lucius Henderson (1913)
- Her Neighbor, regia Lucius Henderson (1913)
- The Idol of the Hour, regia di Lucius Henderson (1913)
- For Her Boy's Sake (1913)
- The Woman Who Did Not Care (1913)
- When Ghost Meets Ghost, regia di Robert Thornby (1913)
- The Dog in the Baggage Car (1913)
- The Girl Detective's Ruse (1913)
- The Marble Heart (1913)
- Carmen, regia di Lucius Henderson (1913)
- The Caged Bird (1913)
- While Baby Slept, regia di Lloyd Lonergan (1913)
- The Head of the Ribbon Counter (1913)
- Tannhäuser, regia di Lucius Henderson (1913)
- The Top of New York (1913)
- The Girl of the Cabaret (1913)
- Peggy's Invitation, regia di James Durkin (1913)
- Joseph in the Land of Egypt, regia di Eugene Moore (1914)
- The Dancer (1914)
- Their Best Friend (1914)
- A Woman's Loyalty, regia di Howell Hansel (1914)
- A Dog of Flanders, regia di Howell Hansel (1914)
- The Million Dollar Mystery serial di Howell Hansel (1914)
- From Wash to Washington, regia di James Cruze (1914)
- Zudora, regia di Howell Hansel e Frederick Sullivan (1914)
- The Heart of the Princess Marsari (1915)
- Daughter of Kings (1915)
- The Angel in the Mask, regia di George Foster Platt (1915)
- The Patriot and the Spy, regia di Jack Harvey (1915)
- His Guardian Auto, regia di Arthur Ellery e Jack Harvey (1915)
- The Second in Command, regia di William Bowman (1915)
- The Silent Voice, regia di William Bowman (1915)
- Rosemary, regia di Fred J. Balshofer e William Bowman (1915)
- The Upstart, regia di Edwin Carewe (1916)
- A Corner in Cotton, regia di Fred J. Balshofer (1916)
- The Marble Heart, regia di Kenean Buel (1916)
- The Half Million Bribe, regia di Edgar Jones (1916)
- Notorious Gallagher; or, His Great Triumph, regia di William Nigh (1916)
- Her Great Triumph (1916)
- The Faded Flower, regia di Ivan Abramson (1916)
- Broadway Jones, regia di Joseph Kaufman (1917)
- The Hunting of the Hawk, regia di George Fitzmaurice (1917)
- The Marriage Trap (1918)
- Mission of the War Chest, regia di Leopold Wharton e Theodore Wharton (1918)
- The Eagle's Eye, regia di George Lessey, Wellington A. Playter, Leopold Wharton e Theodore Wharton - serial (1918)
- The First Law, regia di Lawrence B. McGill (1918)
- In His Brother's Place, regia di Harry L. Franklin (1919)
- Rouge and Riches, regia di Harry L. Franklin (1920)
- The Great Shadow, regia di Harley Knoles (1920)
- The Woman in Room 13, regia di Frank Lloyd (1920)
- Felix O'Day, regia di Robert Thornby (1920)
- The Slave Market (1921)
- Lavender and Old Lace, regia di Lloyd Ingraham (1921)
- The Veiled Woman, regia di Lloyd Ingraham (1922)
- Chalk Marks, regia di John G. Adolfi (1924)
- Savages of the Sea, regia di Bruce M. Mitchell (1925)
- Kit Carson Over the Great Divide, regia di Frank S. Mattison (1925)

### Film o documentari dove appare Marguerite Snow
- When the Studio Burned, regia di Lawrence Marston (1913)